# Пролетарское городское поселение (Новгородская область)
Пролета́рское городское поселение — муниципальное образование в Новгородском районе Новгородской области России.
Административный центр — пгт Пролетарий.

## География
Поселение находится в 30 км к юго-востоку от Великого Новгорода. Через его территорию проходит старый участок федеральной автомагистрали «Россия» (Москва — Санкт-Петербург М10, E 105).

## История
Пролетарское городское поселение образовано 17 января 2005 года в соответствии с областным законом № 400-ОЗ, установлены границы муниципального образования. 
30 марта 2010 года законом Новгородской области № 721-ОЗ в состав городского поселения включены населённые пункты упразднённого Гостецкого сельского поселения.

## Население
| 2010  | 2012  | 2013  | 2014  | 2015  | 2016  | 2017  |
| ----- | ----- | ----- | ----- | ----- | ----- | ----- |
| 6119  | ↘6059 | ↘5930 | ↘5723 | ↘5667 | ↗5703 | ↗5732 |
| 2018  | 2019  | 2020  | 2021  |       |       |       |
| ↘5689 | ↘5609 | ↘5489 | ↗5555 |       |       |       |

## Состав городского поселения
| №  | Населённый пункт | Тип населённого пункта                  | Население |
| -- | ---------------- | --------------------------------------- | --------- |
| 1  | Бор              | деревня                                 | 29        |
| 2  | Вейско           | деревня                                 | 8         |
| 3  | Веретье          | деревня                                 | 58        |
| 4  | Гостцы           | деревня                                 | 295       |
| 5  | Дорожно          | деревня                                 | 168       |
| 6  | Замленье         | деревня                                 | 53        |
| 7  | Заречье          | деревня                                 | 4         |
| 8  | Красные Станки   | деревня                                 | 217       |
| 9  | Льзень           | деревня                                 | 12        |
| 10 | Нильско          | деревня                                 | 45        |
| 11 | Осмоево          | деревня                                 | 19        |
| 12 | Поводье          | деревня                                 | 9         |
| 13 | Поляны           | деревня                                 | 38        |
| 14 | Пролетарий       | рабочий посёлок, административный центр | ↗4630     |
| 15 | Слюзово          | деревня                                 | 19        |
| 16 | Шабаново         | деревня                                 | 0         |